# Maria José de Santana

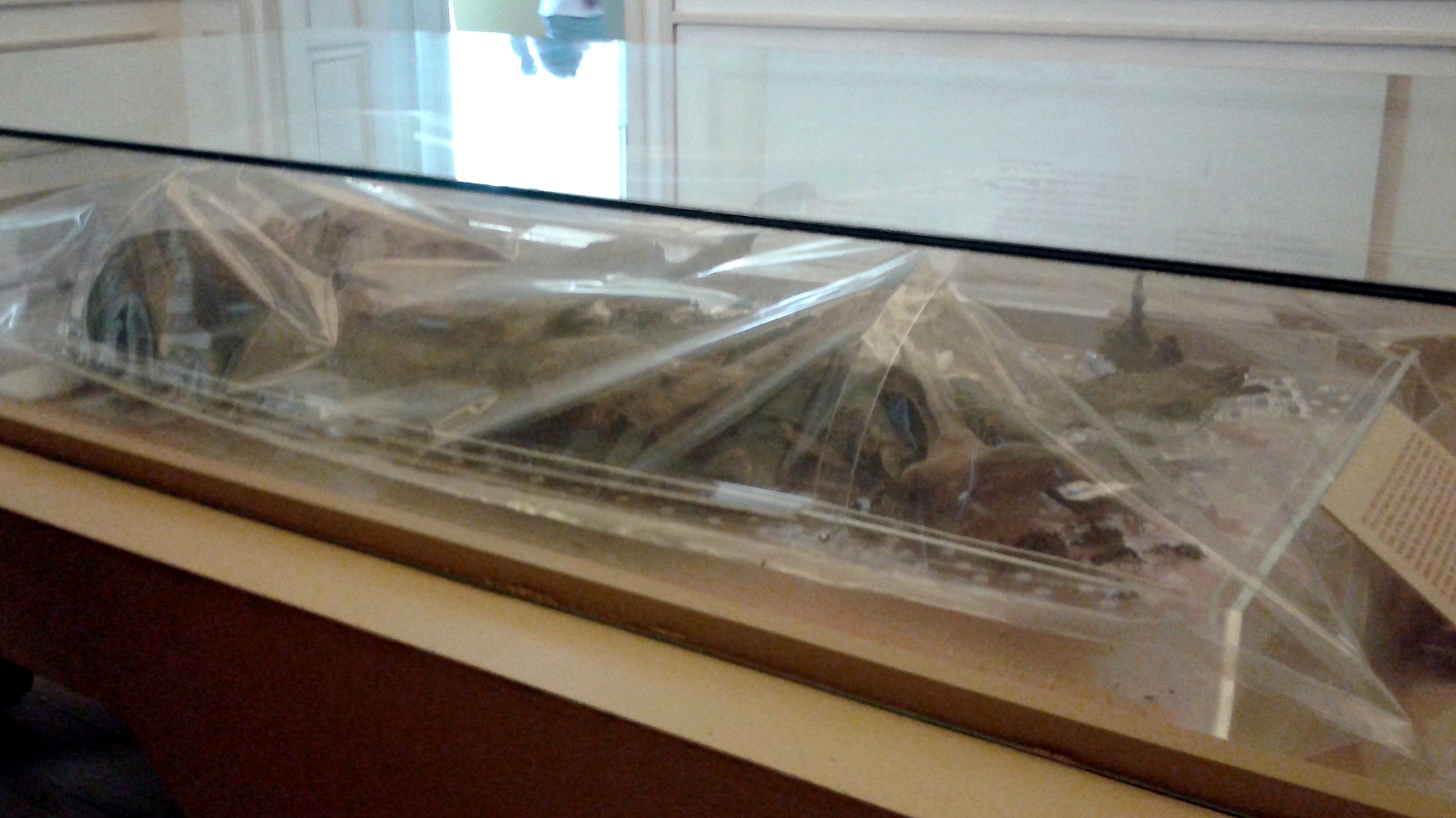
Múmia de mulher oferecida por Maria José de Santana a D. Pedro II, parte do espólio do Museu Nacional da UFRJ.

Maria José de Santana, primeira baronesa de Santana, (? — Juiz de Fora, 5 de junho de 1870) foi uma nobre brasileira.
Foi casada com Mariano José Ferreira, que faleceu antes da baronesa receber seu título.  Foi mãe de Mariano Procópio Ferreira Lage.
Foi agraciada com o título de baronesa de Santana em 20 de junho de 1861, pelo Imperador Dom Pedro II.  Segundo algumas fontes teria sido recompensada por ter oferecido ao monarca, durante uma das suas viagens a Minas Gerais, três múmias indígenas encontradas na sua fazenda de Rio Novo. Outras fontes mencionam que seu filho Mariano Procópio ao ser agraciado, declinou da honra em favor de sua mãe. Pela carta de nomeação, o monarca teria deixado claro que, atendendo aos serviços prestados por Mariano Procópio Ferreira Lage; e querendo dar-lhe um testemunho de particular distinção: Hei por bem fazer Mercê à sua mãe.
Foi proprietária da fazenda Fortaleza de Sant’Anna, comprada por Cândido Tostes de seu filho, Mariano.  A fazenda foi invadida pelo MST em março de 2010 e foi desapropriada em 2013 pelo Incra.
É citada por Artur de Azevedo, em seu conto Pobres liberais